# Human. :II: Nature. World Tour
Human. :II: Nature. World Tour foi uma turnê da banda finlandesa de metal sinfônico Nightwish, realizada para promover o álbum Human. :II: Nature. (2020). A turnê teve início em 28 de julho de 2021 em Oulu, Finlândia, mais de um ano e três meses após o lançamento de seu álbum associado, devido às restrições da pandemia de COVID-19 que afetou a indústria musical nesse período. Esta também foi a primeira turnê com o baixista Jukka Koskinen, que substituiu Marko Hietala após a saída do músico em janeiro de 2021.
As apresentações finais da turnê ocorreram em junho de 2023 nas cidades finlandesas de Kitee e Vaasa, respectivamente, cujo marcaram também as últimas aparições ao vivo da banda antes de um hiato que irá suceder o próximo disco de estúdio, a ser lançado em 2024. Algumas participações especiais em concertos da turnê incluíram os cantores Henk Poort e Yannis Papadopoulos.

## Desenvolvimento

### Impacto da pandemia de COVID-19
Em decorrência da pandemia de COVID-19, toda a turnê, bem como grande parte da indústria musical, sofreu seus impactos, que refletiram em cancelamentos e adiamentos de shows ao vivo. A estreia da turnê estava marcada para 10 de abril de 2020 na cidade finlandesa de Oulu, mesma data de lançamento do álbum Human. :II: Nature., na qual a banda se apresentaria sob o pseudônimo Nevski & the Prospects, uma tradição mantida pelo grupo há muitos anos no intuito de fazer um show mais intimista para testar as canções do novo disco e o repertório ao vivo. No entanto, este concerto, bem como mais quatro shows na China e uma etapa na América Latina em abril e maio, respectivamente, tiveram que ser adiados em razão da pandemia. Algumas apresentações em festivais no ano de 2020 chegaram a ser canceladas, pois não houve a possibilidade de serem realizadas no ano seguinte, embora a maioria dos festivais mantiveram o grupo em seu lineup até que fosse possível a realização de tais eventos.

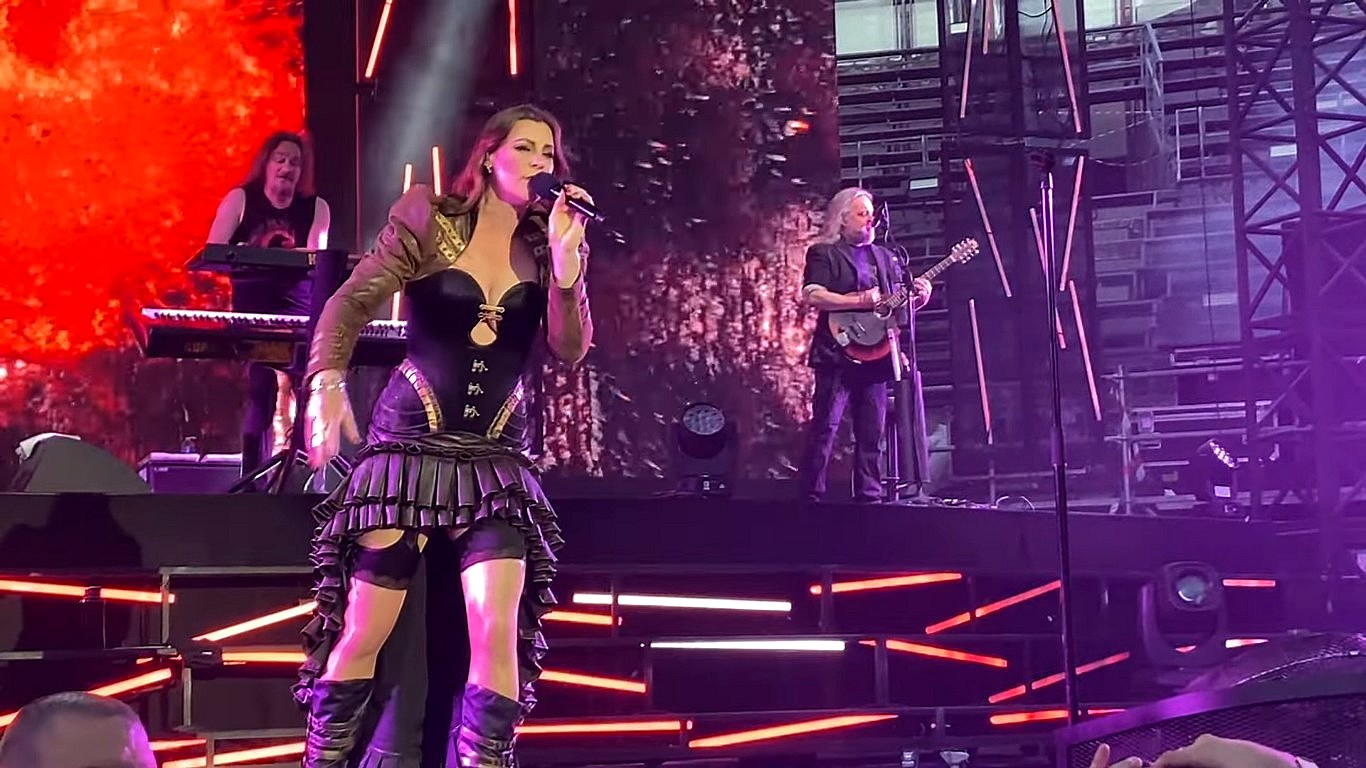
A banda performando a faixa "Noise" na Arènes de Nîmes em Nîmes, França em 2 de julho de 2022

Dessa maneira, o primeiro concerto da turnê só aconteceu em 28 de julho de 2021 quando houve uma flexibilização da pandemia na Finlândia. Houve apenas mais dois festivais e uma performance na capital norueguesa Oslo naquele ano, já que os demais shows só puderam ser realizados em 2022. Os membros da banda, no entanto, aproveitaram o período longe dos palcos para trabalharem em outros projetos, como Tuomas Holopainen que produziu e lançou os álbuns II – Those We Don't Speak Of e Angel of Carnage Unleashed com os grupos Auri e Darkwoods My Betrothed, respectivamente. A vocalista Floor Jansen também desenvolveu material para seu disco Paragon (2023), e fez ainda alguns shows ao vivo de maneira solo.
A turnê prosseguiu no ano seguinte com concertos na América do Norte, Europa, América Latina e Ásia. As datas no continente asiático foram adiadas diversas vezes em razão da pandemia, e posteriormente devido ao tratamento de câncer de mama de Jansen, que em janeiro de 2023 precisou fazer radioterapia, com alguns dos shows sendo movidos para março, e outros cancelados. A turnê foi finalizada com uma série de shows europeus em junho de 2023, incluindo uma data em Kitee, cidade natal da banda, pela primeira vez em 17 anos.

## Recepção da crítica
A resenhista do Louder Sound, Natasha Scharf, criticou positivamente a apresentação virtual, dizendo: "Apesar das limitações tecnológicas, o Nightwish realmente parece estar se divertindo muito e não há nenhum indício das preocupações que Tuomas Holopainen tinha sobre o futuro deles. Já se passaram dois anos e meio desde seu último show ao vivo e eles claramente sentem falta do palco. O repertório de hoje à noite é compacto e repleto de material de Human. :II: Nature., os favoritos dos fãs e algumas adições surpreendentes, incluindo 'Harvest', 'Bless the Child' e uma adorável versão acústica de 'How's the Heart?'. O cenário íntimo também captura gestos amigáveis que poderiam ter sido perdidos; a banda frequentemente troca sorrisos e acenos, e Jansen até dá a Koskinen um sincero sinal de jóia durante 'Ghost Love Score'."
A revista Norway Rock deu uma crítica positiva à performance na cidade de Oslo, Noruega. Abrindo a resenha, eles reconheceram a impressionante produção de palco e setlist, afirmando que a banda não decepcionou seus fãs, o que deu a eles em retorno uma "recepção arrebatadora". A vocalista Floor Jansen também foi elogiada por sua "performance impecável e vocais poderosos, além de ser mestra em se conectar com a audiência". A dinâmica presença de palco e a química entre os demais membros da banda também foram pontuadas, além de citar o fato de que os músicos demonstraram ter sentido falta de tocarem para um "público adorador". Concluindo a crítica, a revista mencionou que a banda sabe fazer um excelente show ao vivo, afirmando ser o "maior espetáculo da Terra [em referência ao título da faixa 'The Greatest Show on Earth']."
Samantha Wu da revista Spill abriu sua crítica observando a expectativa dos fãs que estavam ansiosos para ouvir as faixas do novo álbum da banda ao vivo, sabendo o que esperar: "música orquestral crescente com guitarras pesadas e vibrantes e a voz complexa de Jansen", cujo Wu reconheceu como "inovadora", apesar da dificuldade exigida por algumas das canções. Ela também reconheceu o impacto deixado pela saída do ex-baixista e vocalista Marko Hietala, e mencionou como os vocais suaves e melódicos de Troy Donockley se encaixaram à voz de Jansen em "How's the Heart?". Wu concluiu sua resenha afirmando que a banda proporcionou um "turbilhão de uma experiência", sendo o "melhor retorno à música ao vivo que alguém poderia desejar".

## Repertório
O repertório abaixo é constituído do primeiro show da turnê, realizado em 28 de julho de 2021 em Oulu, Finlândia, não sendo representativo de todos os concertos.
1. "Music" (intro)
2. "Noise"
3. "Planet Hell"
4. "Tribal"
5. "Élan"
6. "Storytime"
7. "How's the Heart?"
8. "Harvest"
9. "7 Days to the Wolves"
10. "Dark Chest of Wonders"
11. "I Want My Tears Back"
12. "Ever Dream"
13. "Nemo"
14. "Sleeping Sun"
15. "Shoemaker"
16. "Last Ride of the Day"
17. "Ghost Love Score"
18. "The Greatest Show on Earth" (Capítulo I: Four Point Six; Capítulo II: Life; Capítulo III: The Toolmaker)
19. "All the Works of Nature Which Adorn the World: VIII. Ad Astra" (fita; com Floor executando seus vocais ao vivo)

- A canção "She Is My Sin" foi tocada pela primeira vez na turnê em 14 de novembro de 2021 em Oslo, Noruega.
- O cantor Henk Poort performou com a banda a canção "The Phantom of the Opera", um cover de Andrew Lloyd Webber, em 27 e 28 de novembro de 2022.
- A canção "Sahara" foi tocada pela primeira vez na turnê em 5 de dezembro de 2022 em Munique, Alemanha.
- A canção "Our Decades in the Sun" foi tocada pela primeira vez na turnê em 12 de dezembro de 2022 em Hamburgo, Alemanha.
- O cantor Yannis Papadopoulos performou com a banda a canção "Sahara" em 21 de dezembro de 2022.

## Datas
Todas as datas estão de acordo com o website oficial da banda.
| Data                   | Cidade                   | País             | Local                             | Ato de abertura                |
| ---------------------- | ------------------------ | ---------------- | --------------------------------- | ------------------------------ |
| América Latina         |                          |                  |                                   |                                |
| 2 de maio de 2020      | Cidade do México         | México           | Autódromo Hermanos Rodríguez      | —                              |
| Europa                 |                          |                  |                                   |                                |
| 11 de junho de 2020    | Cracóvia                 | Polônia          | Muzeum Lotnictwa                  | —                              |
| 11–13 de junho de 2020 | Interlaken               | Suíça            | Flugplatz Interlaken              | —                              |
| América do Norte       |                          |                  |                                   |                                |
| 8 de setembro de 2020  | Toronto                  | Canadá           | Meridian Hall                     | The Birthday Massacre          |
| Europa                 |                          |                  |                                   |                                |
| 16 de dezembro de 2020 | Cardiff                  | País de Gales    | Motorpoint Arena                  | Turmion Kätilöt                |
| 28 de julho de 2021    | Oulu                     | Finlândia        | Club Teatria                      | Asim Searah                    |
| 30 de julho de 2021    | Oulu                     | Finlândia        | Kuusisaari                        | —                              |
| 31 de julho de 2021    | Kuopio                   | Finlândia        | Väinölänniemi                     | —                              |
| 17 de setembro de 2021 | Wacken                   | Alemanha         | Bullhead City Plaza               | —                              |
| 14 de novembro de 2021 | Oslo                     | Noruega          | Oslo Spektrum                     | Sonata Arctica Turmion Kätilöt |
| 22 de abril de 2022    | Tampere                  | Finlândia        | Nokia Arena                       | Lähiöbotox                     |
| 24 de abril de 2022    | Helsinque                | Finlândia        | Helsingin jäähalli                | Lähiöbotox                     |
| América do Norte       |                          |                  |                                   |                                |
| 4 de maio de 2022      | Toronto                  | Canadá           | History                           | Beast in Black                 |
| 6 de maio de 2022      | Montreal                 | Canadá           | M Telus                           | Beast in Black                 |
| 7 de maio de 2022      | Lowell                   | Estados Unidos   | Tsongas Center                    | Beast in Black                 |
| 8 de maio de 2022      | Nova York                | Estados Unidos   | Terminal 5                        | Beast in Black                 |
| 10 de maio de 2022     | Silver Spring            | Estados Unidos   | The Fillmore                      | Beast in Black                 |
| 12 de maio de 2022     | Chicago                  | Estados Unidos   | Radius                            | Beast in Black                 |
| 13 de maio de 2022     | Saint Paul               | Estados Unidos   | The Fillmore                      | Beast in Black                 |
| 15 de maio de 2022     | Denver                   | Estados Unidos   | Mission Ballroom                  | Beast in Black                 |
| 18 de maio de 2022     | São Francisco            | Estados Unidos   | Warfield Theatre                  | Beast in Black                 |
| 20 de maio de 2022     | Los Angeles              | Estados Unidos   | The Wiltern                       | Beast in Black                 |
| 21 de maio de 2022     | Los Angeles              | Estados Unidos   | The Wiltern                       | Beast in Black                 |
| Europa 2               |                          |                  |                                   |                                |
| 2 de junho de 2022     | Hyvinkää                 | Finlândia        | Hyvinkää Airfield                 | —                              |
| 9 de junho de 2022     | Sölvesborg               | Suécia           | Norje Havsbad                     | —                              |
| 17 de junho de 2022    | Landgraaf                | Países Baixos    | Megaland                          | —                              |
| 25 de junho de 2022    | Clisson                  | França           | Val de Moine                      | —                              |
| 30 de junho de 2022    | Santa Coloma de Gramenet | Espanha          | Parc de Can Zam                   | —                              |
| 2 de julho de 2022     | Nîmes                    | França           | Arènes de Nîmes                   | —                              |
| 10 de julho de 2022    | Vizovice                 | República Tcheca | Areál Likérky Rudolf Jelínek      | —                              |
| 15 de julho de 2022    | Tallinn                  | Estônia          | Pirita Klooster                   | —                              |
| 17 de julho de 2022    | Joensuu                  | Finlândia        | Laulurinne                        | —                              |
| 23 de julho de 2022    | Cuxhaven                 | Alemanha         | Seeflughafen                      | —                              |
| 30 de julho de 2022    | Székesfehérvár           | Hungria          | Új Váralja sor                    | —                              |
| 1 de agosto de 2022    | Bucareste                | Romênia          | Romexpo                           | Mister Misery                  |
| 12 de agosto de 2022   | Turku                    | Finlândia        | Artukaisten kenttä                | —                              |
| América Latina         |                          |                  |                                   |                                |
| 13 de outubro de 2022  | Rio de Janeiro           | Brasil           | Vivo Rio                          | Beast in Black Chaos Magic     |
| 14 de outubro de 2022  | São Paulo                | Brasil           | Espaço Unimed                     | Beast in Black Chaos Magic     |
| 16 de outubro de 2022  | Buenos Aires             | Argentina        | Luna Park                         | Beast in Black Chaos Magic     |
| 19 de outubro de 2022  | Santiago                 | Chile            | Teatro Caupolicán                 | Beast in Black Chaos Magic     |
| 22 de outubro de 2022  | Cidade do México         | México           | Palacio de los Deportes           | Beast in Black Chaos Magic     |
| 23 de outubro de 2022  | Guadalajara              | México           | Teatro Diana                      | Beast in Black Chaos Magic     |
| Europa 3               |                          |                  |                                   |                                |
| 9 de novembro de 2022  | São Petersburgo          | Rússia           | Yubileyny Sports Palace           | Beast in Black                 |
| 10 de novembro de 2022 | Moscou                   | Rússia           | Crocus City Hall                  | Beast in Black                 |
| 12 de novembro de 2022 | Kiev                     | Ucrânia          | Stereoplaza                       | Beast in Black                 |
| 13 de novembro de 2022 | Minsk                    | Bielorrússia     | Falcon Club                       | Beast in Black                 |
| 20 de novembro de 2022 | Antuérpia                | Bélgica          | Lotto Arena                       | Beast in Black                 |
| 21 de novembro de 2022 | Londres                  | Inglaterra       | SSE Arena                         | Beast in Black                 |
| 22 de novembro de 2022 | Birmingham               | Inglaterra       | Resorts World Arena               | Beast in Black                 |
| 23 de novembro de 2022 | Dublin                   | Irlanda          | 3Arena                            | Beast in Black                 |
| 25 de novembro de 2022 | Berlim                   | Alemanha         | Max-Schmeling-Halle               | Beast in Black                 |
| 27 de novembro de 2022 | Amsterdã                 | Países Baixos    | Ziggo Dome                        | Beast in Black                 |
| 28 de novembro de 2022 | Amsterdã                 | Países Baixos    | Ziggo Dome                        | Beast in Black                 |
| 30 de novembro de 2022 | Paris                    | França           | Accor Arena                       | Beast in Black                 |
| 1 de dezembro de 2022  | Düsseldorf               | Alemanha         | ISS Dome                          | Beast in Black                 |
| 2 de dezembro de 2022  | Esch-sur-Alzette         | Luxemburgo       | Rockhal                           | Beast in Black                 |
| 4 de dezembro de 2022  | Viena                    | Áustria          | Wiener Stadthalle                 | Beast in Black                 |
| 5 de dezembro de 2022  | Munique                  | Alemanha         | Olympiahalle                      | Beast in Black                 |
| 6 de dezembro de 2022  | Milão                    | Itália           | Fiera Milano City                 | Beast in Black                 |
| 9 de dezembro de 2022  | Frankfurt                | Alemanha         | Festhalle                         | Beast in Black                 |
| 10 de dezembro de 2022 | Bamberga                 | Alemanha         | Brose Arena                       | Beast in Black                 |
| 12 de dezembro de 2022 | Hamburgo                 | Alemanha         | Barclays Arena                    | Beast in Black                 |
| 13 de dezembro de 2022 | Leipzig                  | Alemanha         | Arena Leipzig                     | Beast in Black                 |
| 14 de dezembro de 2022 | Gliwice                  | Polônia          | Gliwice Arena                     | Beast in Black                 |
| 16 de dezembro de 2022 | Zurique                  | Suíça            | Hallenstadion                     | Beast in Black                 |
| 18 de dezembro de 2022 | Estugarda                | Alemanha         | Hanns-Martin-Schleyer-Halle       | Beast in Black                 |
| 20 de dezembro de 2022 | Budapeste                | Hungria          | László Papp Budapest Sports Arena | Beast in Black                 |
| 21 de dezembro de 2022 | Praga                    | República Tcheca | O2 Arena                          | Beast in Black                 |
| Ásia                   |                          |                  |                                   |                                |
| 3 de janeiro de 2023   | Pequim                   | China            | Exhibition Theater                | —                              |
| 5 de janeiro de 2023   | Xangai                   | China            | Bandai Namco Base                 | —                              |
| 6 de janeiro de 2023   | Xangai                   | China            | Bandai Namco Base                 | —                              |
| 8 de janeiro de 2023   | Cantão                   | China            | Gym-ll                            | —                              |
| 11 de janeiro de 2023  | Hong Kong                | China            | Star Hall                         | —                              |
| 15 de janeiro de 2023  | Sentosa                  | Singapura        | Hard Rock Coliseum                | —                              |
| 17 de janeiro de 2023  | Jakarta                  | Indonésia        | Istora Gelora Bung Karno          | —                              |
| 23 de janeiro de 2023  | Seoul                    | Coréia do Sul    | KBS Hall                          | —                              |
| 25 de janeiro de 2023  | Osaka                    | Japão            | Namba Hatch                       | —                              |
| 27 de janeiro de 2023  | Tóquio                   | Japão            | Ex Theater Roppongi               | —                              |
| 28 de janeiro de 2023  | Tóquio                   | Japão            | Ex Theater Roppongi               | —                              |
| América do Norte 2     |                          |                  |                                   |                                |
| 31 de janeiro de 2023  | Bimini                   | Bahamas          | MS Freedom of the Seas            | —                              |
| 2 de fevereiro de 2023 | Bimini                   | Bahamas          | MS Freedom of the Seas            | —                              |
| Ásia                   |                          |                  |                                   |                                |
| 25 de março de 2023    | Osaka                    | Japão            | Intex Osaka                       | —                              |
| 27 de março de 2023    | Tóquio                   | Japão            | Makuhari Messe                    | —                              |
| 29 de março de 2023    | Manila                   | Filipinas        | SM Skydome                        | —                              |
| 31 de março de 2023    | Taipei                   | Taiwan           | Zepp New Taipei                   | —                              |
| Europa 4               |                          |                  |                                   |                                |
| 2–3 de junho de 2023   | Gävle                    | Suécia           | Gasklockorna Gavle                | —                              |
| 3 de junho de 2023     | Estocolmo                | Suécia           | Evenew                            | Eleine Art Nation              |
| 7 de junho de 2023     | Atenas                   | Grécia           | Plateia Nerou                     | —                              |
| 9 de junho de 2023     | Berlim                   | Alemanha         | Parkbühne Wuhlheide               | —                              |
| 10 de junho de 2023    | Nickelsdorf              | Áustria          | Pannonia Fields II                | —                              |
| 12 de junho de 2023    | Gelsenkirchen            | Alemanha         | Amphitheater                      | Bloodred Hourglass             |
| 16 de junho de 2023    | Kitee                    | Finlândia        | Kiteen Rantakenttä                | Lähiöbotox Silentrain Klamydia |
| 17 de junho de 2023    | Vaasa                    | Finlândia        | Lemonsoft Stadion                 | Lähiöbotox Silentrain Klamydia |
| 22 de junho de 2023    | Oslo                     | Noruega          | Ekebergsletta                     | —                              |

### Concertos virtuais
| Data                                  | Nome                                         | Cidade(s) | País(es)  | Nota |
| ------------------------------------- | -------------------------------------------- | --------- | --------- | --- |
| 28 de maio de 2021 29 de maio de 2021 | An Evening with Nightwish in a Virtual World | Vantaa    | Finlândia | Evento virtual em duas noites, posteriormente lançado no álbum de vídeo Virtual Live Show from the Islanders Arms (2022). |

## Créditos
Banda
- Tuomas Holopainen – teclado
- Emppu Vuorinen – guitarra
- Troy Donockley – gaita irlandesa, tin whistle, bouzouki, guitarra, violão, vocais
- Floor Jansen – vocais
- Kai Hahto – bateria
- Jukka Koskinen – baixo

Músicos convidados
- Henk Poort – vocais (em 27 e 28 de novembro de 2022)
- Yannis Papadopoulos – vocais (em 21 de dezembro de 2022)